# 1930 en football
Cet article présente les faits marquants de l'année 1930 en football.

## Février
- 2 février : Boca Juniors est champion d'Argentine.
- 23 février : à Porto, l'équipe du Portugal s'impose 2-0 sur l'équipe de France.

## Mars
- 23 mars : au Stade olympique Yves-du-Manoir de Colombes, l'équipe de France et l'équipe de Suisse font match nul 3-3.

## Avril
- Les Rangers sont champions d’Écosse.
- 12 avril : les Rangers et Partick Thistle FC font match nul en finale de la Coupe d'Écosse. Match à rejouer.
- 13 avril : au Stade olympique Yves-du-Manoir de Colombes, l'équipe de Belgique s'impose 6-1 sur l'équipe de France.
- 16 avril : les Rangers remportent la Coupe d’Écosse face à Partick Thistle FC, 2-1.
- Sheffield Wednesday FC est champion d’Angleterre.
- 26 avril : Arsenal remporte la Coupe d’Angleterre face à Huddersfield Town FC, 2-0.
- 27 avril : le FC Sète remporte la Coupe de France face au RC France, 3-1.

## Mai
- L'Athletic Bilbao remporte le Championnat d’Espagne.
- Le Cercle de Bruges est champion de Belgique.
- 10 mai : au Stade olympique Yves-du-Manoir de Colombes, l'équipe de Tchécoslovaquie s'impose 3-2 sur l'équipe de France.
- 18 mai : au Stade olympique Yves-du-Manoir de Colombes, l'équipe d'Écosse s'impose 2-0 sur l'équipe de France.
- 25 mai :
  - le Rapid de Vienne est champion d'Autriche ;
  - le Servette de Genève est champion de Suisse ;
  - à Liège, l'équipe de France s'impose 2-1 sur l'équipe de Belgique.

## Juin
- 1er juin : l'Athletic Bilbao remporte la Coupe d’Espagne face au Real Madrid, 3-2.
- 22 juin : Hertha BSC Berlin est champion d’Allemagne.
- 29 juin : l'Inter Milan est champion d’Italie.

## Juillet
- 13 juillet : ouverture de la première édition de la Coupe du monde avec une victoire de l'équipe de France face à l'équipe du Mexique, 4-1. Le Français Lucien Laurent marque le premier but de l'histoire de la compétition.
- 15 juillet : à Montevideo, dans le cadre de la première Coupe du monde, l'équipe d'Argentine s'impose 1-0 sur l'équipe de France.
- 19 juillet : à Montevideo, dans le cadre de la première Coupe du monde, l'équipe du Chili s'impose 1-0 sur l'équipe de France.
- 30 juillet : l'équipe d'Uruguay remporte la première Coupe du monde de football en s'imposant 4-2 en finale face à l'équipe d'Argentine.
  - Article de fond : Coupe du monde de football 1930.

## Août
- 1er août : à Rio de Janeiro, l'équipe du Brésil s'impose 3-2 sur l'équipe de France. Ce match est considéré comme officiel par la fédération brésilienne mais pas par la Fédération française… Il aurait dû être le 100e match des Bleus.

## Décembre
- 7 décembre :
  - Botafogo FR est champion de l'État de Rio de Janeiro ;
  - au Stade Buffalo de Montrouge, l'équipe de France et l'équipe de Belgique font match nul 2-2. C'est officiellement le 100e match de l'équipe de France (cf 1er août 1930).
- 21 décembre : SC Corinthians est champion de l'État de São Paulo.

## Naissances
Plus d'informations : Liste d'acteurs du football nés en 1930.
- 9 janvier : Igor Netto, footballeur soviétique.
- 21 juin : Bellini, footballeur brésilien.
- 22 août : Gilmar, footballeur brésilien.
- 29 novembre : Jean Vincent, footballeur français.

## Décès
Plus d'informations : Liste d'acteurs du football décédés en 1930.
- 1er juillet : décès à 38 ans de Francisco Stromp, joueur portugais ayant remporté la Coupe du Portugal 1923, devenu entraîneur puis dirigeant[1].